# František Beránek (fotbalista)
František Beránek (18. května 1934 Sulkov – ?) byl český fotbalista a trenér.

## Hráčská kariéra
V československé lize hrál za Škodu/Spartak LZ Plzeň a Tankistu Praha (během ZVS), vstřelil dvě prvoligové branky. V nejvyšší soutěži nastupoval jako útočník s výjimkou své poslední prvoligové sezony, kdy hrál ve středu pole. Se Škodou Plzeň se stal roku 1951 dorosteneckým mistrem Československa.
Po odchodu ze Spartaku Plzeň hrál krajské soutěže za Baník Líně a divizi za Dynamo ZČE Plzeň. Na sklonku kariéry se vrátil do Škody Plzeň, kde nastupoval za třetiligové B-mužstvo. Dvakrát se schylovalo k jeho přesunu do Sparty Praha, v obou případech však z plánovaného přestupu sešlo.

### Reprezentace
Jednou nastoupil za juniorskou reprezentaci Československa. V tomto utkání, které se hrálo v neděli 20. května 1956 v Plzni, nastoupil ve dvoučlenné záloze společně s košickým Andrejem Kvašňákem. Českoslovenští junioři porazili juniory Maďarska 3:1 (poločas 1:1).

### Prvoligová bilance
| Ročník             | Zápasy | Góly | Minuty | Klub                |
| ------------------ | ------ | ---- | ------ | ------------------- |
| I. liga 1951       | –      | 1    | –      | ZSJ Škoda Plzeň     |
| I. liga 1955       | 12     | 1    | –      | VTJ Tankista Praha  |
| I. liga 1961/62    | 6      | 1    | 408    | TJ Spartak LZ Plzeň |
| I. liga 1962/63    | 14     | 0    | 1 187  | TJ Spartak LZ Plzeň |
| CELKEM I. ČS. LIGA | –      | 2    | –      |                     |

## Trenérská kariéra
Po skončení hráčské kariéry se stal trenérem. Jedenáct let vedl ligový dorost Škody Plzeň, mezi jeho svěřence patřili mj. Karel Šilhavý, Jaroslav Šilhavý, Václav Korejčík, Pavel Korejčík, Václav Lavička, Vítězslav Lavička, Bohuslav Kalabus a Vladimír Vašák.